# G.726
G.726은 16, 24, 32, 40 kbit/s의 속도의 음성 전송의 대역을 갖는 ITU-T ADPCM이다.

## 기능
- 샘플링 주파수 8 kHz
- 16 kbit/s 24 kbit/s, 32 kbit/s, 40 kbit/s 비트레이트 사용 가능.
- 비트레이트를 발생시키므로 패킷화로 프레임 길이를 결정한다.(보통 10 ms 프레임 크기에 80 샘플링 수)
- 형식적 알고리즘 지연시간은 0.125 ms이다. look-ahead 지연 없음.
- G.726은 ADPCM을 사용하는 파형 음성 코더이다.
- 이상적인 조건에서의 PSQM 테스트에서 G.726 (32 kbit/s)의 평균 평가점(Mean Opinion Scores, MOS)이 4.30인데, 이는 G.711(뮤 법칙)의 4.45와 비교된다.
- 네트워크 스트레트 조건에서의 PSQM 테스트에서 G.726 (32 kbit/s)의 평균 평가점은 3.79인데, 이는 G,711(뮤 법칙)의 4.13과 비교된다.
- 40 kbit/초 G.726은 초당 12000비트 이하의 모뎀 신호를 전달할 수 있으나, 32 kbit/초 G.726는 초당 2400 비트 이하의 모뎀 신호와, 분명한 채널 코덱 기준에서 일부 단계적 역행을 통한 초당 4800비트의 신호를 전달할 수 있다.